# Utekáč
Utekáč é um município da Eslováquia, situado no distrito de Poltár, na região de Banská Bystrica. Tem 26,88 km² de área e sua população em 2018 foi estimada em 929 habitantes.

## Demografia
| Ano:        | 1994 | 2004    | 2014    | 2024    |
| ----------- | ---- | ------- | ------- | ------- |
| Broj ljudi: | 1299 | 1142    | 1005    | 825     |
| Razlika:    |      | -12,08% | -11,99% | -17,91% |

| Ano:               | 2023 | 2024   |
| ------------------ | ---- | ------ |
| Número de pessoas: | 837  | 825    |
| Diferença:         |      | -1,43% |